# L'Arcamonde
L'Arcamonde est une série de romans écrite par Hervé Picart et parue aux éditions Le Castor astral. L'instigateur de cette collection / roman-feuilleton est Francis Dannemark. Un antiquaire est amené à enquêter sur une série d'objets - un par tome - et à voyager dans diverses villes d'Europe. L'Arcamonde est le nom de la boutique d'antiquités tenue par Frans Bogaert, le héros de la série.

## Les livres
1. Le dé d'Atanas, septembre 2008  (ISBN 978-2-85920-774-8)
2. L'orgue de quinte, mars 2009  (ISBN 978-2-85920-790-8)
3. Le cœur-de-gloire, novembre 2009  (ISBN 978-2-85920-802-8)
4. La pendule endormie, mars 2010  (ISBN 978-2-85920-814-1)
5. La lampe de Providence, mai 2011  (ISBN 978-2-85920-836-3)

## La série
- Au cœur de la vieille ville de Bruges, sur le "Spiegelrei" ou le Quai du Miroir, une boutique mystérieuse au nom troublant: L'Arcamonde. C'est le domaine de Frans Bogaert, gentleman cultivé qui se livre avec autant de flegme que de passion à ses activités de brocanteur. Avec son assistante, étonnante réplique de Lauren Bacall, et à l'aide des instruments sophistiqués que recèle son atelier, Bogaert se livre à des expertises d'objets hors du commun.

- Qu'il s'agisse d'un très ancien dé en bois qui demeure invariablement glacé, d'une pendule qui ne compte qu'onze heures ou d'un orgue à liqueurs qui vous ferait verser des larmes, chaque objet l'entraîne dans une enquête qui révèle des pans secrets de l'Histoire mais aussi quelques méandres étonnants de l'âme humaine. Car en dépit des apparences, rien n'est simple, pas même la vie de Frans Bogaert, dont l'épouse a disparu du jour au lendemain sans laisser la moindre trace. Cette énigme traverse toutes celles que l'antiquaire dénoue d'un épisode à l'autre de ce grand roman-feuilleton moderne qu'est L'Arcamonde.

## Personnages
- Frans Bogaert est antiquaire, spécialisé dans les objets étranges et amoureux des mystères. On apprend que son épouse, Laura, a mystérieusement disparu depuis six ans. Il est surnommé Humph par ses collègues, en référence à Humphrey Bogart.

- Lauren, son assistante. En fait il ne connaît presque rien de cette personne, venue un jour répondre à une annonce, ne réclamant pour tout salaire que le droit d'occuper gracieusement un logement. Son physique est étudié pour ressembler à s'y méprendre à Lauren Bacall.

## Résumé
- Le dé d'Atanas, tome 1

Une cliente néerlandaise demande d'enquêter sur un dé en bois, héritage d'un grand-père lituanien. Ce cube de bois, qui demeure étrangement froid au toucher, est en fait lié aux légendes lituaniennes sur les dieux Patrimpas, Pikoulas et Perkūnas. Frans enquête donc sur les survivances des anciens cultes supplantés par le christianisme : et si le cube était une piste pour retrouver le réceptacle de Patrimpas en sommeil ?
- L'orgue de quinte, tome 2

Lors d'une visite à son beau-père dans le village de Provins, l'antiquaire-enquêteur Frans Bogaert déniche un orgue à liqueurs qui attise toutes les convoitises, et, chose étrange, il intéresse l'Église... Cet orgue mystérieux nous plonge dans un autre monde, au cœur du XIXe siècle et de ses cercles secrets d’alchimistes. Bogaert est lancé sur les traces d’un maître verrier dont la vie est consacrée à la recherche du cristal parfait. Et pour y arriver, il doit mener une quête des plus insolites, en utilisant des moyens pas toujours très catholiques ...
- Le cœur-de-gloire, tome 3

Que penser de ce cœur-de-gloire, un pendentif sans valeur, qui réapparaît de façon inexplicable chaque fois que sa propriétaire cherche à s'en débarrasser ? Cette relique d'un macabre rituel toscan laisse bien vite soupçonner un crime inavoué.
Une tortueuse investigation commence pour Frans Bogaert, l'élégant brocanteur et sa pétillante assistante Lauren. Mais cette fois-ci, l'enquêteur pourrait devenir la victime - et même l'arme du crime.
Quand le jeu l'emporte sur le massacre, on découvre que l'orgueil se répand aussi aisément que le sang...
- La pendule endormie, tome 4

Étrange horloge que celle-là, dont le cadran ne comporte que des fleurs, qu'on ne peut remonter et qui compte onze heures au lieu de douze... Bogaert réalise bientôt qu'elle est l'instrument d'une expérience aberrante tentée au cœur des Ardennes par un vicomte illuminé du siècle de Voltaire.
Un étouffant huis clos où le temps perd sa mesure et la raison ses limites. Les moins impressionnables s'aventureront à lire cette angoissante enquête la prochaine nuit de changement d'heure, quand le temps se dérègle au fin fond des ténèbres...
- La Lampe de Providence, tome 5

Est-il possible d’élucider un crime vieux de plus de cent cinquante ans ? Et avec pour seuls témoignages des souvenirs épars inscrits de façon inexplicable dans le corps d’une antique lampe à pétrole ? Tel est le défi qui va entraîner Frans Bogaert dans l’Amérique du XIXe siècle sur les traces d’un magnétiseur suspect et d’un prophète aux allures d’assassin... Mais c’est lorsque cette lanterne magique tisse des liens insoupçonnés entre Lauren, sa mystérieuse assistante, et Laura, sa femme disparue, que le cœur de l’antiquaire s’emballe. Le gentleman de Bruges doit dès lors enquêter parmi les spectres, dans un étrange réseau d’indices hypnotiques où la réalité s’égare, avec en ghost star l’ombre décharnée d’Edgar Poe au crépuscule de sa vie. Entre histoire littéraire et meurtres fantastiques, un invraisemblable voyage dans la vieille ville de Providence avec un Bogaert s’improvisant pour l’occasion génie de la lampe. 